# Pimarsyra
Pimarsyra är en karboxylsyra och en av huvudbeståndsdelarna i tallharts (kolofonium). Den andra huvudbeståndsdelen i tallharts är abietinsyra. Pimarsyra saknar konjugerade dubbelbindningar.
Den första beskrivningen av pimarsyra gjordes av Jöns Jacob Berzelius 1841 som namngav den efter de inledande stavelserna i det dåvarande latinska namnet på terpentintall Pinus maritima.